# Ley Básica de Arabia Saudita
La Ley Básica de Arabia Saudita nombre alternativo: Sistema Básico de Gobierno) es una especie de constitución de Arabia Saudita, dividida en 83 artículos y 9 capítulos. Según esta ley, la constitución de Arabia Saudita es "el Sagrado Corán y la Sunna (tradición) del profeta islámico Mahoma" (como se establece en el Artículo 1 de la Ley Básica), sin embargo, la Ley Básica contiene muchas características que podrían llamarse constitución en otros países .

## Origen
Tras la invasión de Kuwait por Irak en la primera guerra del Golfo, Rey fahd emitió un decreto real que fue lanzado oficialmente en canales de televisión oficiales y publicado en periódicos el 31 de enero de 1992. El decreto establece lo siguiente:
Real Decreto N ° 90 / A 
 27/8/1412 AH 
 Con la ayuda de Dios  
Nosotros, Fahd bin Abdul Aziz, el rey del Reino de Arabia Saudita, en consonancia con el interés público y, en vista del desarrollo del estado en diferentes campos, además de nuestro entusiasmo por lograr nuestros objetivos potenciales, pedimos lo siguiente :  

"Primero: Emitir el Sistema de Gobierno Básico, de acuerdo con el contexto aquí abajo". 
 Segundo: actuar de acuerdo con todos los sistemas, órdenes y resoluciones que se adopten actualmente, hasta que se modifiquen de acuerdo con el Sistema Básico de Gobierno . 
"Tercero: el Sistema de Gobierno Básico debe publicarse en el periódico oficial y debe ser obligatorio desde la fecha de su publicación".
El Consejo Asesor también surgió aproximadamente un año después, a la luz de las condiciones emergentes que afectan al país después de la guerra. [cita requerida]
La visión cultural y religiosa saudita estigmatiza cualquier referencia a la "Constitución" que no sea el Corán y la práctica de Mahoma. El artículo 1 de la ley básica enfatiza que "el libro de Dios (el Corán) y la Sunna  de su profeta (Mahoma) son su constitución (Arabia Saudita)". El Príncipe Talal bin Abdul Aziz dijo que no puede haber "una constitución, regulación o ley que vaya en contra de la Sharia islámica" en Arabia Saudita.

## Artículos de Derecho Básico

### Capítulo 1: Principios generales
El Artículo 1 establece que "El Libro de Dios y la Sunnah  de su Profeta" son la constitución del país y que el árabe es el idioma oficial, con la capital en Riad.

### Capítulo 2: Monarquía
El artículo 7 proclama los derechos del monarca. Luego, en el Artículo 8, "justicia, consulta e igualdad" se llevará a cabo bajo los términos de la Sharia.

### Capítulo 3: Características de la familia saudita
El artículo 9 establece que todos los miembros de cada familia en Arabia Saudita deben ser criados "sobre la base" de la fe islámica.

### Capítulo 4: Principios económicos
El artículo 18 protege la propiedad privada de los ciudadanos.
El artículo 21 exige un impuesto a la limosna.

### Capítulo 5: Derechos y deberes
El artículo 27 establece un "sistema de seguridad social"; esto se hizo viable sin expropiación ni altos impuestos debido a las grandes entregas de petróleo y una población de menos de 30 millones de personas.

### Capítulo 6: Autoridades estatales

#### El Islam como piedra angular del gobierno.
El artículo 45 establece que las decisiones religiosas deben estar de acuerdo con el "Santo Corán y la Sunnah  del profeta". Para este propósito, se establece un grupo de clérigos islámicos y grupos de investigación.
Según el artículo 55, el rey debe "gobernar de acuerdo con las decisiones del Islam y supervisar la aplicación de la Sharia". El artículo 56 establece que el rey también es el primer ministro. El artículo 57 deja en claro que los funcionarios de bajo nivel deben seguir al islam. Los que se desvían de esta regla pueden ser juzgados o castigados.

#### Militar
Artículos 60-62: El rey es el comandante en jefe y tiene poderes relacionados con la guerra y la seguridad nacional del país.

### Capítulo 7: Asuntos financieros
El artículo 71 especifica qué ingresos se ingresan y gastan de acuerdo con las normas legales que se publicarán regularmente en el Boletín Oficial, de conformidad con el artículo 70.

### Capítulo 8: Organismos de control
El artículo 79-80 trata de los organismos de control. Se establecerán organismos de control para garantizar una buena gestión financiera y administrativa de los activos estatales.

### Capítulo 9: Disposiciones generales
El artículo 82 deja en claro que un estado de emergencia temporal no puede violar el artículo 7 (Corán y Sunnah).